# Castilleja ornata
Castilleja ornata är en snyltrotsväxtart som beskrevs av Eastwood. Castilleja ornata ingår i släktet målarborstar, och familjen snyltrotsväxter. Inga underarter finns listade i Catalogue of Life.